# NGC 2930
NGC 2930 je galaksija u zviježđu Lavu.

## Vanjske poveznice
- SEDS: NGC 2930